# ICH-X K3

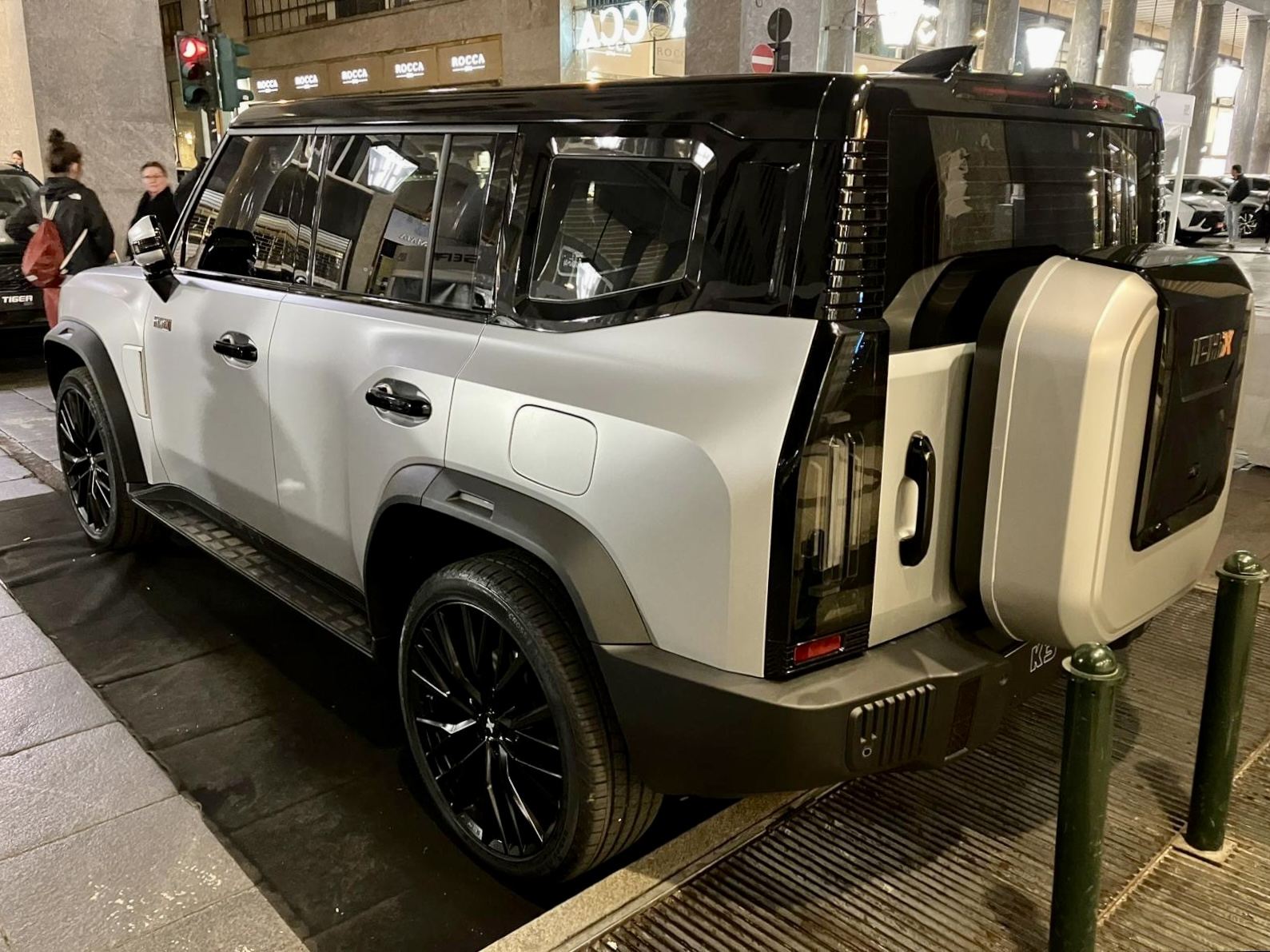
Heckansicht

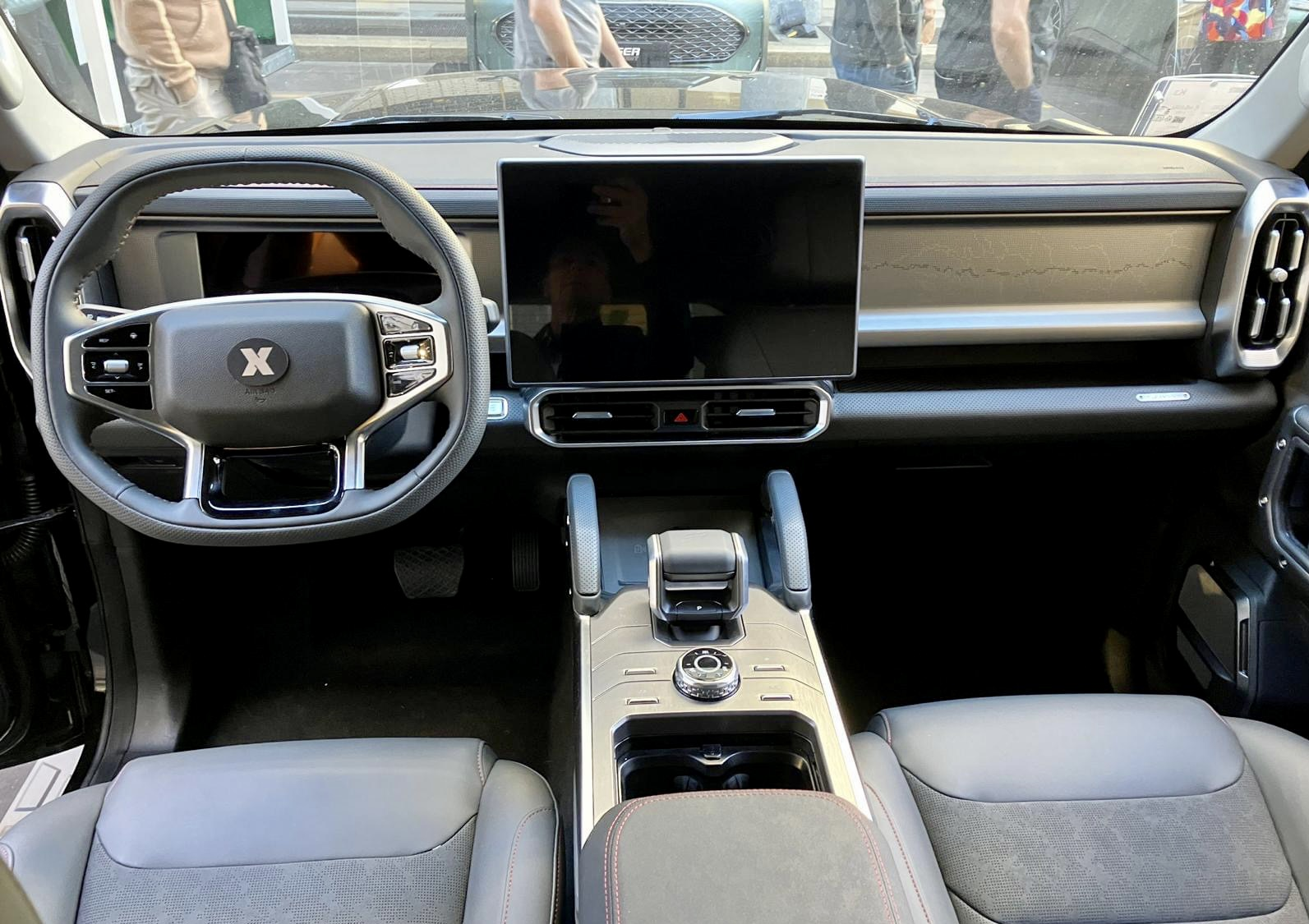
Innenansicht

Der ICH-X K3 ist ein Geländewagen des italienischen Automobilherstellers DR Automobiles, das unter der Marke ICH-X vermarktet wird. Er ist technisch baugleich mit dem chinesischen Traveller von Jetour.

## Geschichte
Vorgestellt wurde das Fahrzeug im September 2024 auf der Turin Motor Show. Gleichzeitig begann der Verkauf in Italien.

## Technische Daten
Im Gegensatz zum Jetour Traveller gibt es für den ICH-X K2 nur einen Motor. Der Zweiliter-Ottomotor leistet maximal 180 kW (245 PS). Die Kraft überträgt ein 7-Stufen-Doppelkupplungsgetriebe an ein Allradsystem von BorgWarner. Eine Bodenfreiheit von 20 Zentimeter, ein Böschungswinkel von vorn 20 Grad und hinten 30 Grad ermöglichen eine gute Geländetauglichkeit.
|                                             | ICH-X K3                         |
| Bauzeitraum                                 | seit 09/2024                     |
| Motorkenndaten                              |                                  |
| Motortyp                                    | R4-Ottomotor                     |
| Hubraum                                     | 1968 cm³                         |
| max. Leistung bei min−1                     | 180 kW (245 PS) / 5500           |
| max. Drehmoment bei min−1                   | 375 Nm / 1750–4000               |
| Kraftübertragung                            |                                  |
| Antrieb                                     | Allradantrieb                    |
| Getriebe                                    | 7-Stufen-Doppelkupplungsgetriebe |
| Messwerte                                   |                                  |
| Höchstgeschwindigkeit                       | 185 km/h                         |
| Beschleunigung, 0–100 km/h                  | 10,5 s                           |
| Tankinhalt                                  | 70 l                             |
| Kraftstoffverbrauch auf 100 km (kombiniert) | 9,8 l Super                      |
| CO2-Emissionen (kombiniert)                 | 223 g/km                         |
| Abgasnorm                                   | Euro 6                           |